# Ectropothecium subangense
Ectropothecium subangense là một loài Rêu trong họ Hypnaceae. Loài này được Baumgartner & J. Froehl. mô tả khoa học đầu tiên năm 1955.